# Боб Айґер
Роберт Алан Айґер (англ. Robert Alan «Bob» Iger, нар. 10 лютого 1951) — американський підприємець, колишній президент (2000—2012) та чинний генеральний директор компанії The Walt Disney Company (2005—2020, з 2022).
25 лютого 2020 року Боб Чапек призначений наступником Боба Айгера на посаді генерального директора Disney. Айгер продовжував виконувати обов'язки виконавчого директора до 31 грудня 2021 року. 20 листопада 2022 року рада директорів Disney знову призначила його виконавчим директором після того, як Чапек несподівано покинув цю посаду.
Під керівництвом Айгера ринкова капіталізація Діснея зросла з 48 до 257 мільярдів доларів.

## Життєпис
Роберт (Боб) Айгер народився в єврейській родині в Нью-Йорку. Він найстарший син Мімі (уродженої Тунік) та Артура Л. Айгера (нар. 1926). Його батько був ветераном Військово-морських сил Другої світової війни, який виконував обов'язки виконавчого віцепрезидента та генерального директора маркетингової корпорації Грінвейл, а також був професором реклами та зв'язків з громадськістю. Його мати працювала в школі Boardman Junior High School в Оушенсайді, штат Нью-Йорк.
Він закінчив середню школу в Оушнсайді у 1969 році. Айгер з юності розвинув любов до книг. У 1973 році він закінчив магістратуру Школи комунікації Роя Парка в коледжі Ітаки, здобувши ступінь бакалавра в галузі телебачення і радіо.
На початку 1999 року Айгер був призначений президентом міжнародного підрозділу Walt Disney — Walt Disney International, яка відповідає за представлення інтересів компанії Disney за кордоном. У 2000 році він отримав посаду головного операційного директора The Walt Disney Company, а також став членом ради директорів. Айгер раніше грав помітну роль в компанії ABC, а також продовжував відповідати за міжнародну діяльність Disney. Зокрема, він займався проблемою нелегального розповсюдження продукції компанії, а також шукав можливості для відкриття нових Діснейлендів у країнах Азії.
Будучи президентом і головним операційним директором, Айгер працював спільно з тодішнім CEO компанії — Майклом Айснером. Після того, як Майкл у 2004 році оголосив, що покидає свій пост, Боб Айгер був призначений його наступником і зайняв нову посаду у 2005 році. Пост головного виконавчого директора він займає до 31 грудня 2021 року. В ролі президента Айгер зосередився на розвитку розважального сегмента компанії, міжнародної експансії, а також на розвиток інновацій. Також у 2006 році при ньому Disney придбала компанію Pixar.
З 2011 року Боб Айгер є членом ради директорів компанії Apple.
У 2006 і 2007 рр. Айгер був включений в список 25 найвпливовіших людей в бізнесі виданням Fortune. У 2009 році в журналі Forbes він став одним з «Top Gun CEOs», а у 2014 році видання Chief Executive назвало його «CEO року».

## Особисте життя
Айгер був одружений двічі. Його перший шлюб з Кетлін Сюзан закінчився розлученням. У них є дві доньки.
У 1995 році Айгер одружився з журналісткою Віллоу Бей на міжрелігійній єврейській та римо-католицькій службі в Бриджгемптоні, штат Нью-Йорк. У них є двоє дітей: Роберт Максвелл «Макс» Айгер (1998 р. н.) та Вільям Айгер (2002 р. н.).
Айгер був співголовою збору коштів для президентської кампанії Гіларі Клінтон 22 серпня 2016 р.
У січні 2021 року він пожертвував 5 мільйонів доларів на допомогу малому бізнесу, який бореться з наслідками пандемії коронавірусу.